# Кшивачка
Кшивачка (пол. Krzywaczka) — село в Польщі, у гміні Сулковиці Мисьленицького повіту Малопольського воєводства.
Населення — 1674 особи (2011).
У 1975-1998 роках село належало до Краківського воєводства.

## Демографія
Демографічна структура станом на 31 березня 2011 року:
|          | Загалом | Допрацездатний вік | Працездатний вік | Постпрацездатний вік |
| -------- | ------- | ------------------ | ---------------- | -------------------- |
| Чоловіки | 812     | 209                | 538              | 65                   |
| Жінки    | 862     | 218                | 496              | 148                  |
| Разом    | 1674    | 427                | 1034             | 213                  |